# Premantura
Premantura je najjužnije mjesto istarskog poluotoka, u sastavu općine Medulin, oko 10 km južno od Pule. Premantura je izrazito turističko mjesto s oko 850 stanovnika koje tijekom turističke sezone, zahvaljujući kampovima i blizini parku prirode "Kamenjak", postaje jedno od glavnih odredišta turista.

## Povijest
U 16. stoljeću u Premanturu su doselili izbjeglice s juga Hrvatske koji su izbjegli za mletačko-turskih ratova iz utvrde Zvonigrada koji su kroz povijest držali rod Bribirskih, Nelipčići, Frankapani, Kurjakovići i Karlovići.
Pradomovina današnjih Premanturaca je selo u Zadarskoj županiji Nadin.

## Stanovništvo
| broj stanovnika | 687   | 846   | 538   | 580   | 664   | 689   | 557   | 537   | 307   | 276   | 278   | 257   | 416   | 574   | 845   | 768   | 819   |
|                 | 1857. | 1869. | 1880. | 1890. | 1900. | 1910. | 1921. | 1931. | 1948. | 1953. | 1961. | 1971. | 1981. | 1991. | 2001. | 2011. | 2021. |

## Poznate osobe
- Antun Bogetić, porečko-pulski biskup[6]
- Ante Iveša, hrv. pisac[7][8]
- Mijo Iveša, hrv. političar
- Ive Mihovilović (pseud. Spectator), hrv. novinar, pjesnik i publicist[9]
- Tone Peruško,  hrvatski književnik i pedagog[10]
- Vladislav Premate, svećenik[11]
- Ivan Pavić, hrv. svećenik i crkveni pisac[9]
- Frane Delija (Francesco D'Elia), hrv. pedagog i preporoditelj[9]
- Branko Semelić, hrv. pripadnik pokreta otpora
- Ivan Pauletta, pisac i političar, osnivač i prvi predsjednik IDS-a